# گوبلیوکوچوکوو
گوبلیوکوچوکوو (انگلیسی: Gublyukuchukovo) یک شهرک در شهرستان دیورتیورلینسکی در استان باشقیرستان کشور روسیه است.